# کینگ آیلند ایرلاینز
کینگ آیلند ایرلاینز (به انگلیسی: King Island Airlines) یک شرکت هواپیمایی است.
دفتر مرکزی کینگ آیلند ایرلاینز در ویکتوریا، استرالیا واقع شده‌است و به فرودگاه کینگ آیلند و فرودگاه مورابین پرواز مستقیم انجام می‌دهد.

## مقصدهای پروازی
- فرودگاه کینگ آیلند
- فرودگاه مورابین